# یواس‌اس میکن (زدآراس-۵)
یواس‌اس مِیکِن (زدآراس-۵) (به انگلیسی: USS Macon (ZRS-5)) یک کشتی هوایی به طول ۲۳۹ متر (۷۸۴ فوت ۱ اینچ) و ارتفاع ۴۴٫۶ متر (۱۴۶ فوت ۴ اینچ) بود. این کشتی در سال ۱۹۳۳ ساخته شد.

## ساخت و ساز
یواس‌اس میکن در کارخانه‌ی هوایی گودیِر (Goodyear Airdock) واقع در منطقه‌ی اسپرینگفیلد، اوهایو، توسط شرکت گودیِر-تسِپلین (Goodyear–Zeppelin Corporation) و با هزینه‌ای بالغ بر ۲٫۴۵ میلیون دلار (معادل ۵۶ میلیون دلار در سال ۲۰۲۴) تحت قراردادی با قیمت ثابت ساخته شد. از آن‌جا که این کشتی هوایی بزرگ‌ترین نمونه‌ای بود که تاکنون در آمریکا ساخته شده بود، تیمی از مهندسان مجرب آلمانی به رهبری طراح ارشد، کارل آرنشتاین، در طراحی و ساخت هر دو کشتی هوایی نیروی دریایی ایالات متحده یعنی آکرون و میکن مشارکت و راهنمایی داشتند.
بدنه‌ی میکن از سازه‌ای ساخته‌شده با دورالومین و سه کیل داخلی تشکیل شده بود. شناوری این کشتی هوایی از طریق دوازده مخزن گاز هلیوم تأمین می‌شد که از پارچه‌ی ژلاتین-لاتکس ساخته شده بودند. درون بدنه، هشت موتور ۱۲ سیلندر بنزینی مایباخ VL II ساخت آلمان با توان ۵۶۰ اسب‌بخار (۴۱۸ کیلووات) نصب شده بود که پروانه‌هایی در بیرون بدنه را به حرکت درمی‌آوردند. این پروانه‌ها قابلیت چرخش به سمت پایین یا عقب را داشتند و امکان نوعی کنترل بردار رانش اولیه را برای کشتی فراهم می‌کردند که در برخاست و فرود بسیار مؤثر بود. ردیف‌هایی از شکاف‌ها در بدنه، بالای هر موتور قرار داشت که بخشی از سامانه‌ی تقطیر بخار آب حاصل از گازهای خروجی موتور بود؛ این آب به عنوان موازنه‌ی شناوری استفاده می‌شد تا کاهش وزن ناشی از مصرف سوخت جبران شود.